# Blues for Greeny
Blues For Greeny ist das elfte Studioalbum des irischen Blues-Rock- und Hard-Rock-Gitarristen Gary Moore aus dem Jahr 1995. Es ist ein Coveralbum zu Ehren von Peter Green, dem Gründer der Band Fleetwood Mac und frühen Förderers von Moore. Fast alle Stücke stammen aus früheren Veröffentlichungen der alten "Peter Greens Fleetwood Mac" Band, mit Ausnahme des Instrumentals "Supernatural" und dem Stück "The Same Way", welche Peter Green bereits mit John Mayall's Bluesbreakers einspielte.
Moore spielte die Songs auf der berühmten 1959er Gibson Les Paul ein, die er Anfang der 70er Jahre von Peter Green erworben hatte, nachdem sich dieser von Fleetwood Mac getrennt hatte und sich aus der Musikszene herauszog.
Das Album hatte Erfolg in England und Finnland (Platz 14), Schweiz (Platz 26), Norwegen (Platz 31), Deutschland (Platz 33), Schweden (Platz 40) und Australien (Platz 59) und enthielt mit Need Your Love So Bad einen kleineren Single-Hit (UK Platz 48).

## Titelliste
1. If You Be My Baby (Peter Greenbaum / Clifford G. Adams) – 6:38
2. Long Grey Mare (Peter Greenbaum) – 2:04
3. Merry-Go-Round (Peter Greenbaum) – 4:14
4. I Loved Another Woman (Peter Greenbaum) – 3:05
5. Need Your Love So Bad (Mertis John Jr.) – 7:54
6. The Same Way (Peter Greenbaum) – 2:35
7. The Supernatural (Peter Greenbaum) – 3:00
8. Driftin' (Peter Greenbaum) – 8:29
9. Showbiz Blues (Peter Greenbaum) – 4:08
10. Love That Burns (Peter Greenbaum / Clifford G. Adams) – 6:28
11. Looking For Somebody (Peter Greenbaum) – 7:12

Remastered Edition Bonustracks
1. The World Keeps On Turnin' – 3:13 (Peter Greenbaum) – Acoustic Version (B-Seite der Single Need Your Love So Bad)
2. The Same Way – 2:17 (Peter Greenbaum) – Acoustic Version (B-Seite der Single Need Your Love So Bad)
3. Stop Messin' Around – 3:02 (Peter Greenbaum) – Acoustic Version (B-Seite der Single Need Your Love So Bad)

## Singles
- Blues for Greeny EP: I Loved Another Woman / If You Be My Baby / Long Grey Mare / Showbiz Blues, 1995
- I Loved Another Woman, 1995
- Need Your Love So Bad, 1995 (UK Platz 48)

## Besetzung
- Gary Moore – Gitarre, Gesang
- Tommy Eyre – Keyboard
- Nick Payn – Baritonsaxophon
- Nick Pentelow – Tenorsaxophon
- Andy Pyle – Bass
- Graham Walker – Schlagzeug